# Leur histoire
Leur histoire est un roman de Dominique Mainard paru le 26 août 2002 aux éditions Joëlle Losfeld et ayant reçu la même année le prix du roman Fnac ainsi que le prix Alain-Fournier. En 2005, ce roman est adapté au cinéma dans le film Les Mots bleus d'Alain Corneau.

## Éditions
- Éditions Joëlle Losfeld, 2002  (ISBN 978-2844121363).